# 링크스 (웹 브라우저)
링크스(Lynx)는 텍스트 기반 웹 브라우저이자 고퍼 클라이언트이다.
링크스로 인터넷을 탐색하기 위해서는 하이퍼링크를 커서로 선택해 이동하거나, 페이지 안의 모든 하이퍼링크를 번호 매겨 해당 번호를 눌러 이동하는 방법이 사용된다. 현재 버전에서는 HTML과 더불어 SSL 기능도 지원된다. HTML 표(테이블)은 선형화되어 각 셀이 표의 구조가 아니라 나열된 꼴로 표시되며, 프레임은 이름으로 구별되어 서로 다른 페이지인 것처럼 탐색할 수 있다.
캔자스 대학교 전산원 내 분산 컴퓨팅 그룹에서 개발한 링크스는 1992년에 캔자스 대학교의 학생들(루 몬툴리, 마이클 그로브, 찰스 레자크)이 "캠퍼스 정보 서버"의 일부로 학내 정보를 배포하기 위한 목적으로 만든 하이퍼텍스트 탐색기가 그 시초이다. 1993년에 몬툴리는 인터넷 기능을 더해 새로운 버전(2.0)을 배포하였다.
가렛 블리드는 DosLynx를 개발했으며 이후 링크스의 개발에도 참여하였다. 포디어스 맥라이즈는 링크스의 상당 부분을 VMS로 포팅했으며 한동안 개발을 지속했다. 1995년에, 링크스는 GNU 일반 공중 사용 허가서하에 배포되었고, 현재는 토마스 딕키를 필두로 하는 개발자들의 자원에 의해 유지되고 있다.
링크스는 애초에 유닉스와 VMS를 위해 설계되었고 아직도 GNU/리눅스에서 가장 널리 사용되는 콘솔 탐색기이다. 도스용과 마이크로소프트 윈도우용도 개발되어 있다. 맥 OS X용은 OSXGNU를 통해 지원되며, 클래식 맥킨토시용으로는 시스템 7 또는 이후 버전에서 작동하는 MacLynx라는 판도 존재하지만, 현재는 지속적으로 업데이트되지 않고 있다.
자동 문서 읽어주기(Text-to-speech, 음성 합성) 기능과 잘 어울리는 특성 때문에 한 때 시각 장애를 가진 인터넷 사용자들 사이에서 널리 사용되었지만, 더 나은 제품들이 개발되면서 링크스의 인기가 줄게 되었다. 링크스는 옛 버전의 인터넷 탐색기에 대한 웹사이트의 호환성을 검증하기 위해 사용되기도 한다. 현재 많은 수의 리눅스 배포판에는 링크스가 포함되어 있다.
다른 유명한 텍스트 기반 웹 브라우저로는 링크(Links)와 w3m, ELinks 등이 있다.

## 같이 보기
- 컴퓨터 접근성
- 링크 (웹 브라우저)
- ELinks
- W3m
- 모드시큐리티
- 웹 브라우저 연표